# Heatspreader

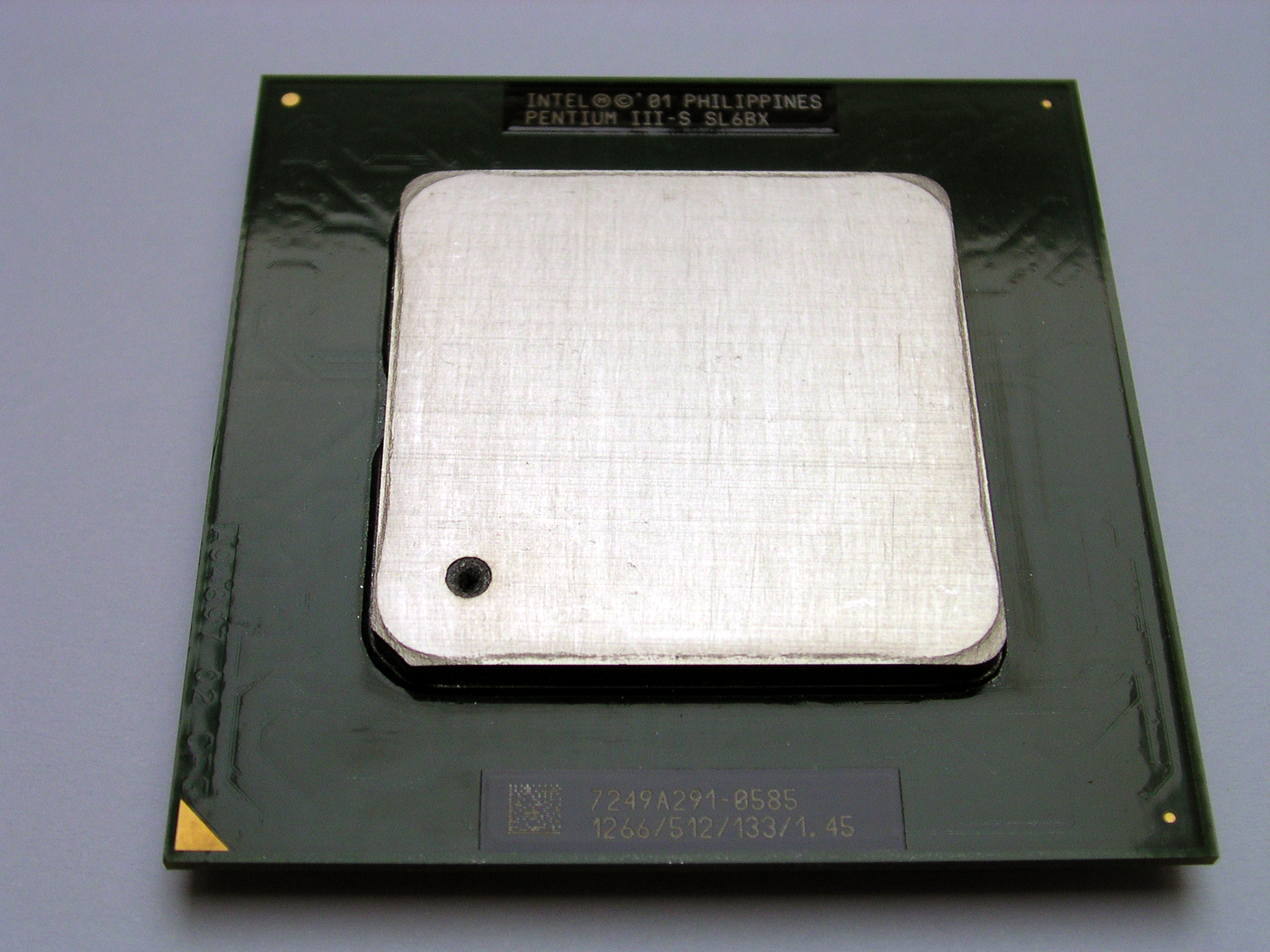
Pentium III mit Heatspreader

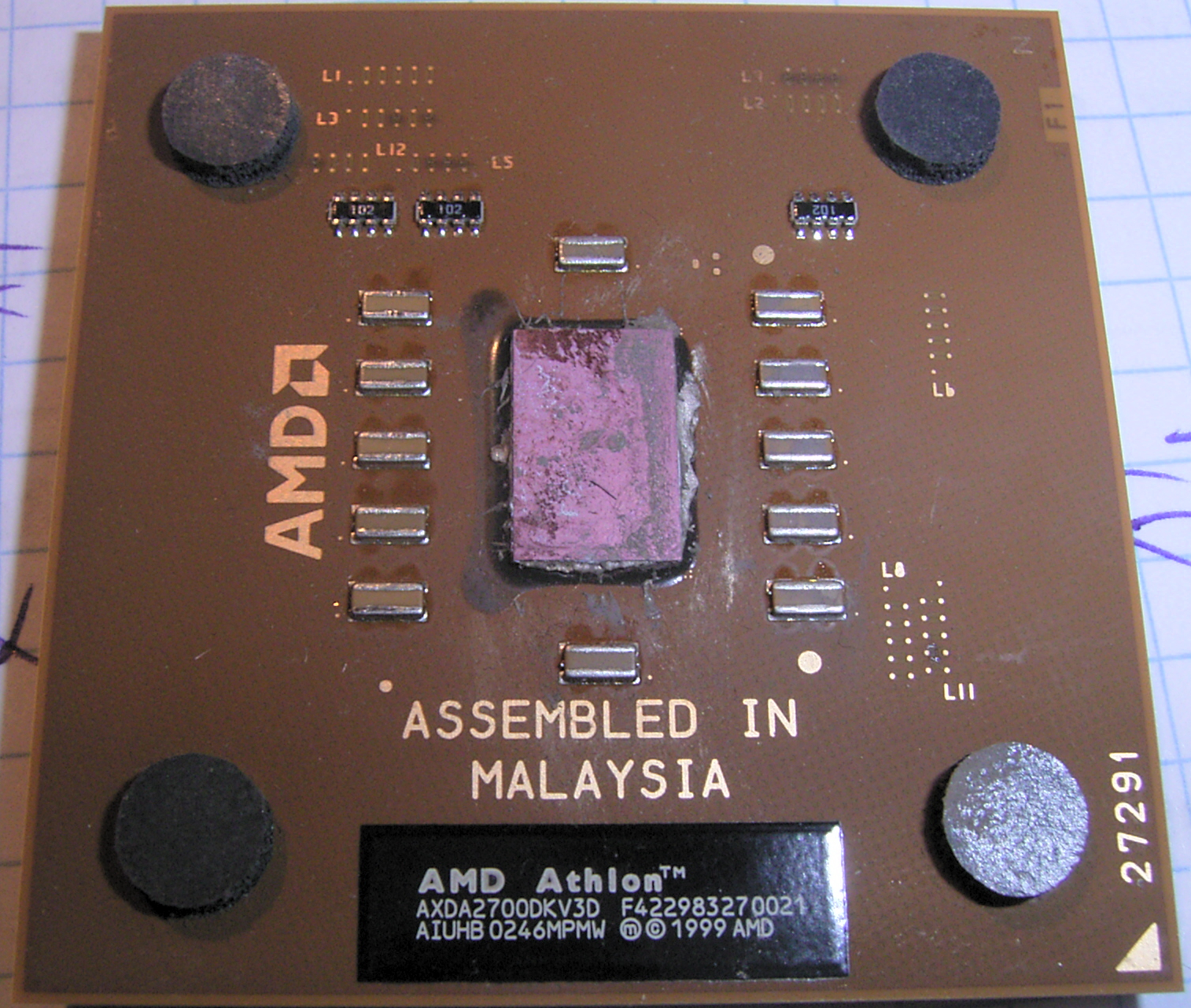
Athlon XP ohne Heatspreader. Zu sehen ist das Die samt Restspuren von Wärmeleitpaste. Die vier runden Abstandshalter in den Ecken sollen bei diesem Chipgehäuse das Die vor mechanischer Beschädigung schützen.

Ein Heatspreader (engl. für Hitzeverteiler) bzw. IHS, ist ein kleines Kühlblech aus einem Metall mit guter Wärmeleitfähigkeit, wie Kupfer oder Aluminium, das vom IC-Hersteller nach dem Auftrag von Wärmeleitpaste/-pads auf dem Die eines Halbleiterchips aufgesetzt wird.
Anders als der Name es vermuten lässt, dient der Heatspreader weniger der Verteilung von Wärme als mehr dem Schutz des Die vor mechanischer Beschädigung durch den zusätzlich anzubringenden Prozessorkühler. Die Präsenz eines Heatspreaders verschlechtert grundsätzlich die Wärmeübertragung.
Beim BTX-Format ist der Prozessorkühler direkt mit dem Gehäuse verschraubt und kann daher weder Mainboard noch CPU beschädigen.
Der Heatspreader dient der Verteilung der punktuellen Wärme des Die auf einer größeren Fläche, um diese effizienter dem Kühlkörper zuführen zu können, auch, da die Wärme nicht gleichmäßig auf der gesamten Oberfläche des Die erzeugt wird, sondern je nach Beanspruchung der einzelnen Systemteile an unterschiedlichen Stellen entsteht. Zudem sollen durch die Abdeckung Beschädigungen des empfindlichen Dies (beispielsweise eines Prozessors) bei der Montage verhindert werden.
Bei vielen Prozessoren der älteren Generation (zum Beispiel der Intel Pentium 4 mit Prescott-Kern) war der Heatspreader direkt mit dem Die verlötet. Bei einigen aktuellen Prozessoren der AMD-Ryzen-Serie (nur Raven-Ridge) bzw. Intel-Prozessoren mit Ivy-Bridge-, Haswell-, Skylake- und Broadwell-Architektur werden der Heatspreader und der Die jedoch miteinander verklebt und statt Lot kommt Wärmeleitpaste zum Einsatz, um Produktionskosten zu sparen. Einige Anwender, die eine bessere Kühlung erreichen wollen (z. B. beim Übertakten), tauschen die werksseitige Wärmeleitpaste zwischen dem Heatspreader und dem Die, was in Vergleichsmessungen oft zu geringeren Betriebstemperaturen führt. Hierfür wird der Heatspreader mit einem Werkzeug, im einfachsten Fall mit einer Klinge (bspw. eines Teppichmessers) von der Platine des Chips gehoben. Jedoch führt dieses Vorgehen zum Garantieverfall und birgt ein erhebliches Risiko der Beschädigung des Prozessors. Die direkte Kühlung des Chips mit dem Kühlkörper (Wasser- oder Luftkühlung) nach Entfernung des Heatspreaders vom Prozessor – um statt zwei nur noch einen, vergleichsweise schlecht wärmeleitenden Übergang zwischen Chip und Kühlkörper, zu erhalten – hat in Vergleichen zu keiner Verbesserung oder gar zu einer Verschlechterung der Betriebstemperaturen geführt. Zudem ist die direkte Montage des Kühlkörpers auf dem Die ohne weitere Modifikationen oft nicht möglich.
Heatspreader kommen u. a. auf folgenden Prozessoren zum Einsatz:
- AMD K6
- AMD Athlon 64
- AMD Athlon 64 X2
- AMD Phenom
- AMD Phenom II
- AMD Opteron
- Intel Pentium III und Celeron in 0,13-µm-Technik mit Tualatin-Kern
- Intel Pentium 4
- Intel-Core-2-Serie
- Intel Core 2 Quad
- Intel-Core-i-Serie
- VIA C3

Ebenfalls als Heatspreader bezeichnet werden Metallplatten, welche auf RAM-Modulen befestigt sind. Diese sind als einfache Kühlkörper zur schnelleren Abfuhr der Abwärme gedacht. Allerdings ist der Nutzen einer zusätzlichen Speicherkühlung umstritten.